# Phyllonoma
Phyllonoma Willd., 1820 è un genere di piante angiosperme dell'ordine Aquifoliales, unico genere della famiglia Phyllonomaceae Small, 1905.

## Tassonomia
Il genere comprende le seguenti specie:
- Phyllonoma cacuminis Standl. & Steyerm.
- Phyllonoma laticuspis (Turcz.) Engl.
- Phyllonoma ruscifolia Willd. ex Schult.
- Phyllonoma tenuidens Pittier
- Phyllonoma weberbaueri Engl.